# Août 1868

## Événements
- En france, abrogation de l'article 1781 du Code civil par lequel, en cas de procès entre un patron et un salarié, c’est la parole du patron qui prime.
- Prise d’Humaita au Paraguay par le Brésil.

- 2 août : 
  - Promulgation du Code des 101 articles, premier texte juridique imprimé à Madagascar. Essentiellement pénal, il institue l’égalité devant la loi et la justice, la responsabilité individuelle et une liste précise des délits et des peines, limitant la peine de mort aux seuls cas d’homicide et d’atteinte à la sûreté de l’État. Les coutumes sont codifiées et ont désormais force de loi.
  - José Balta est élu président au Pérou (fin en 1872).
- 13 - 15 août : tremblement de terre au Pérou et en Équateur. Il fait 40 000 victimes[1].
- 22 août : les Tchèques se retirent du Reichsrat de Cisleithanie pour protester contre leur mise à l’écart du Compromis austro-hongrois de 1867.

## Naissances
- 6 août : Paul Claudel, dramaturge et poète français († 23 février 1955).
- 21 août : Yorozu Oda, avocat, universitaire et juge japonais († 26 mai 1945).
- 26 août : Charles Stewart, premier ministre de l'Alberta.

## Décès
- 5 août : Boucher de Perthes, préhistorien français.